# Agnese di Montepulciano
Agnese di Montepulciano (Gracciano, 1268 circa – Montepulciano, 20 aprile 1317) è stata una religiosa italiana, appartenente al secondo Ordine domenicano. Nel 1726 è stata proclamata santa da papa Benedetto XIII.

## Biografia

Il corpo incorrotto di sant'Agnese

Di nobile famiglia toscana, entrò giovanissima nel monastero delle "sorelle del sacco" di Montepulciano: dopo sei anni si trasferì nel nuovo convento di Proceno, presso Viterbo, divenendone badessa l'anno successivo. Nel 1306 fondò a Montepulciano un monastero intitolato a Santa Maria Novella, inizialmente soggetto alla regola di sant'Agostino, ma presto passato sotto la cura dei frati domenicani. Divenutane priora, mantenne la carica sino alla morte.

## Il culto

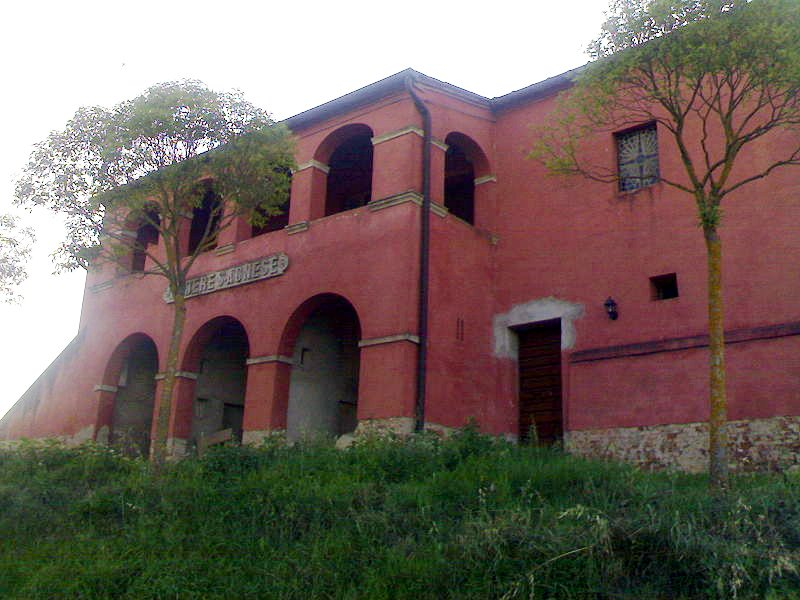
La casa natale della santa, a Gracciano

La sua figura godette di grande popolarità sin dalla morte grazie ad una biografia agiografica redatta da Raimondo da Capua: anche Caterina da Siena le fu devota e due delle sue nipoti furono monache nel suo convento. Anche Lorenzo Sordini Mariani ha scritto presto un libro sulla sua vita. Venne canonizzata da papa Benedetto XIII il 10 dicembre del 1726.
Il suo corpo incorrotto è conservato a Montepulciano, nella chiesa a lei intitolata, in un'urna collocata sopra l'altare maggiore. Nella sagrestia e nei locali del santuario sono custodite numerose testimonianze della santa.
La memoria liturgica di sant'Agnese ricorre il 20 aprile.